# Rabesa Zafera Antoine
Pour les articles homonymes, voir Antoine.
Rabesa Zafera Antoine est connu sous le surnom d’adolescent Danjy, né le 20 mai 1950 à Antsohihy est un homme d’État malgache. Il est président de l'université de Mahajanga entre 2010 et 2014.

## Biographie

### Origines et études
Son père originaire d'Ambolomoty Marovoay et sa mère originaire d'Ankarambilo Ambato Boeny.

À l’issue de sa formation académique, il a obtenu 4 titres de très haut niveau lui permettant d’évoluer dans le monde des élites malgaches et même français :
- Ingéniorat de l’École supérieure d’agronomie tropicale de Nogent s-M. et Montpellier
- Doctorat d’État ès-Sciences de l’Université Claude-Bernard Lyon I
- Doctorat de 3e Cycle en biologie végétale de l’Université Pierre-et-Marie-Curie Paris 6
- Certificat d’Études Supérieures de physiologie appliquée à la pharmacologie de l’Université Claude-Bernard Lyon I.

### Carrières
Sa carrière professionnelle est basée dans le monde de l’enseignement supérieur, en effet Rabesa Zafera Antoine en étant professeur universitaire dans les endroits cités plus haut, est tour à tour maître de conférences, responsable des enseignements de l’écologie générale, croissance et développement du monde végétal à la Faculté des Sciences de Mahajanga mais aussi conseiller du recteur de l’Université de Mahajanga.

La France n’est pas insensible au génie du Professeur, en effet l’ex-Président François Mitterrand lui a décerné le titre honorifique de Grand officier de l’ordre national du mérite de la République française en 1990 pour le travail qu’il a effectué en France et également pour ce qu’il a entrepris au sein de la coopération franco-malgache. Il se distingue dans le monde scientifique par ses recherches personnelles recueillies dans les œuvres suivantes : 34 publications scientifiques et 2 brevets d’invention tirés d’une plante médicinale anti-asthmatique et d’une plante cosmétique traditionnelle de Madagascar.

### Vie privée et personnalité
Rabesa Zafera Antoine est le septième d’une famille de 8 enfants et d’un père instituteur, il est marié, père de 3 enfants et grand père de 10 petits-fils.
Il affiche une approche sociale d’une simplicité appréciée de tous, dynamique et sportif, il ne rate jamais les 3 fois par semaine de jogging matinal le long du bord de la mer de Mahajanga, un des secrets de son éternelle jeunesse et ce qui le rend toujours disponible et souriant malgré ses grandes responsabilités, mais c’est un homme de partout et d’ailleurs à la fois car de par son métier de professeur enseignant, il doit effectuer plusieurs allers et retours entre Mahajanga, Comores, La Réunion et Lyon toute l’année.

## Carrières politique

### Ministre
En 1983 à 1991, il était nommé Ministre de la recherche et des technologies pour le développement sous le régime de l’Amiral Didier Ratsiraka.

Le 26 mai 2011, il est nommé Ministre de l'enseignement supérieur et de la recherche scientifique par le président de la transition Andry Rajoelina et sous le chef du gouvernement Albert-Camille Vital.

### Ambassadeur
Après une pause de quelques années il était rappelé de nouveau par l’Amiral Didier Ratsiraka pour représenter la diplomatie malgache en Allemagne Fédérale en tant qu’Ambassadeur de Madagascar. Et jusqu’en 2009, il a cumulé encore sa fonction de professeur titulaire de l’Université de Mahajanga avec de hautes responsabilités administratives gouvernementales.

### Président de l'université
Le 23 avril 2010, le Professeur Rabesa Zafera Antoine prend officiellement sa fonction de président de l’Université de Mahajanga. Il a formulé sa feuille de route, en dix projets recueillis dans un mémoire intitulé idée de développement de l’Université de Mahajanga.